# Хорен I

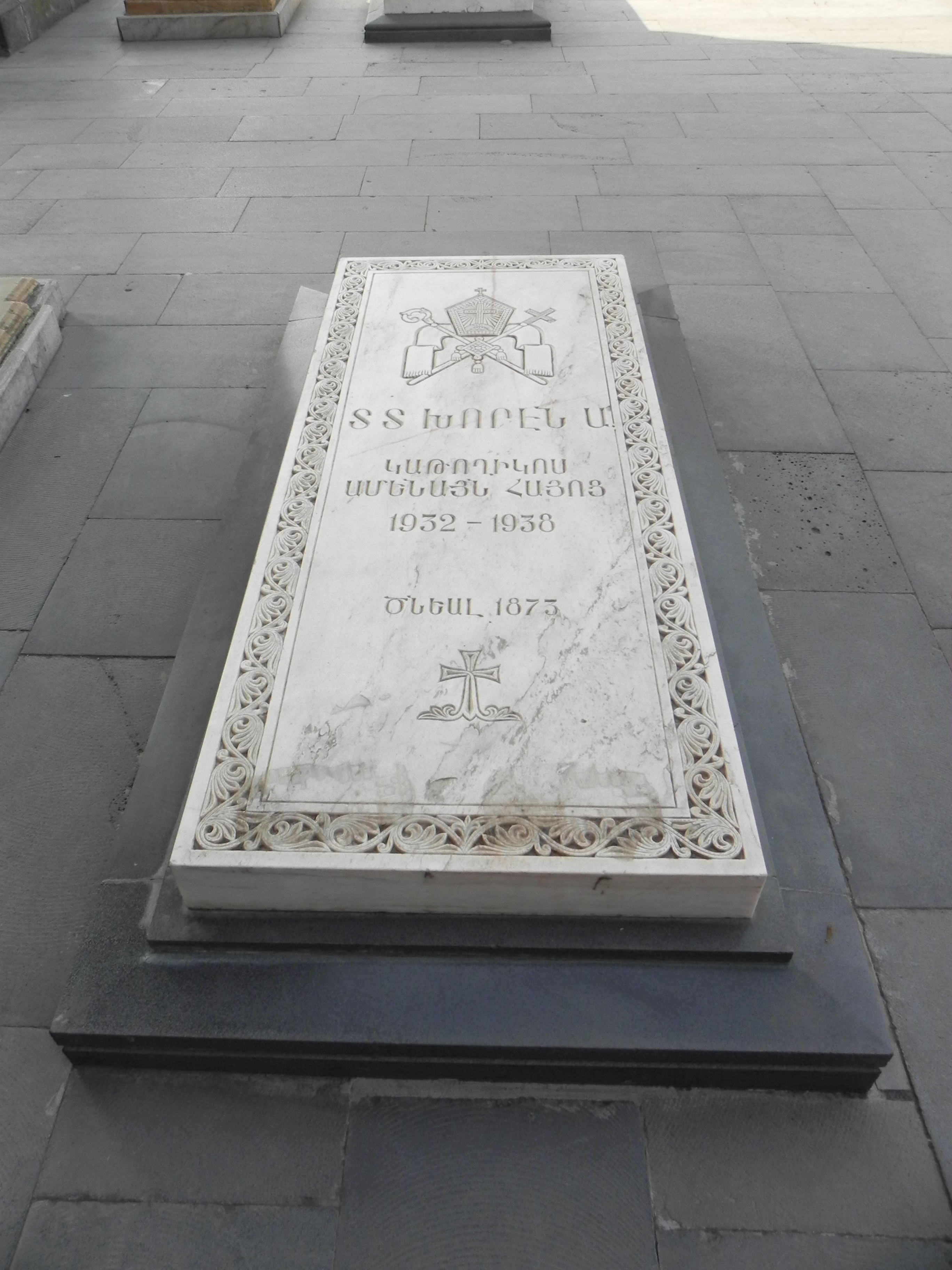
Надгробная плита Хорена I в Эчмиадзинском кафедральном соборе

Хорен I (арм. Խորեն Ա, в миру Александр Ованесович Мурадбегян, арм. Ալեքսանդր Հովհաննեսի Մուրադբեկյան; 8 декабря 1873, Тифлис — 6 апреля 1938) — Патриарх-Католикос Армянской апостольской церкви.

## Биография
Родился 8 декабря 1873 года в Тифлисе.
В 1883—1892 гг. учился в Нерсисянской школе, затем в Швейцарии, где его однокурсником был армянский писатель Аветик Исаакян, в России, в Германии.
Осенью 1897 года по поручению Патриарха-Католикоса Мкртыча Хримяна преподавал пение в Нерсисянской школе.
В 1901 году Его Святейшество благословил Александра для рукоположения в дьякона, а в конце того же года посвятил в иеромонаха и направил на службу в Нор Баязет.
В июне 1903 года он был сослан в Орёл, по приказу князя Григория Голицына, Главноначальствующий Кавказской администрацией, за неповиновение решению российского правительства о конфискации имущества армянской церкви. Он вернулся в Российскую Армению в апреле 1905 года после того, как это решение было отменено. В августе 1905 года он был назначен главой армянской церкви в Западной Грузии (Гори, Имерети, Батуми) и Ардвине. В 1907 году вернулся в Эчмиадзин, чтобы переехать в Нор-Баязет.
В 1906 году был назначен викарием г. Гори.
В июне 1907 года кондаком Католикоса Мкртича I Ванеци был назначен реставратором церквей Нор Баязет и Дарачичак (ныне Цахкадзор).
В 1909 году его выбрали викарием Араратской патриаршей епархии, а через два года, после рукоположения, ему был присвоен сан епископа.
Во время Первой мировой войны занимался общественной деятельностью, возглавив Ереванское отделение комиссии «Братской помощи», которая занималась ранеными армянскими солдатами и помощью беженцам.
В 1917 году по его инициативе в Ереване был основан Армянский национальный совет. В 1919 году по приказу Геворга Суренянца и распоряжению правительства Армении он отправился в Париж в качестве Патриаршего делегата, чтобы установить солидарность между двумя армянскими национальными делегациями, участвовавшими в Парижской мирной конференции.
В 1920 году был отправлен в США. Через некоторое время вернулся в Армению, в которой произошли большие политические изменения. Чтобы как-то наладить отношения с новым правительством, Католикос Геворг V (1911—1930) в 1921 году назначил его Патриаршим представителем перед государством (на этой должности архиепископ Хорен оставался до 1930 года).
11 декабря 1920 года кондаком Геворга Суренянца ему был присвоен титул и честь архиепископа.
4 марта 1923 года Патриарх-Католикос Геворг V назначил Хорена своим Местоблюстителем и председателем Св. Синода.
В 1924 году, отказавшись от руководства Араратской Патриаршей епархией, он окончательно обосновался в Св. Эчмиадзине и вел борьбу за независимость армянской церкви.
12 ноября 1932 года Национально-Церковный Собор выбрал его Главой Армянской Церкви. 13 ноября в Кафедральном соборе Св. Эчмиадзина прошло торжественное помазание новоизбранного Католикоса с участием 12 епископов.
5-6 апреля 1938 года Патриарх-Католикос Хорен I Мурадбекян умер. В официальных сообщениях было сказано, что он умер от апоплексического удара. Однако по свидетельству Гегама Клекчяна, личного служителя Патриарха, и Гайка Егиазаряна, лечащего врача Католикоса, он был задушен. Эту точку зрения поддерживает большинство историков.
Его тело было захоронено в притворе церкви Святой Гаяне. В сентябре 1996 года, останки были перенесены во двор Кафедрального собора Эчмиадзина.
В 2006 году Армянская апостольская церковь провозгласила его мучеником[3].